# Waho

Waho est un village de Nouvelle-Calédonie, à proximité de Yaté.